# 斑姬鹟

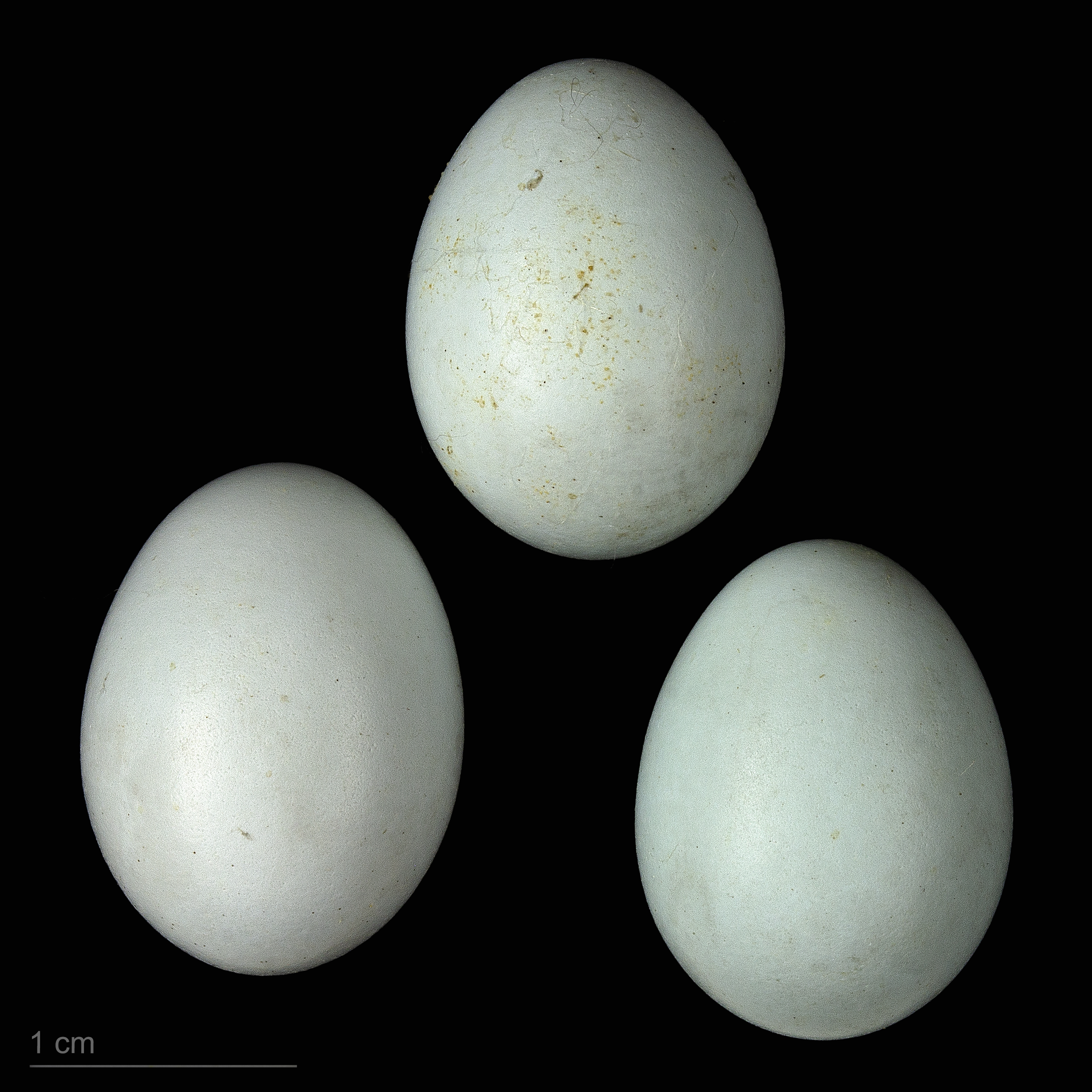
卵 Ficedula hypoleuca hypoleuca

斑姬鹟（学名：Ficedula hypoleuca）是鹟科姬鹟属的鸟类，为西古北界四种黑白姬鹟之一（另三种为阿特拉斯斑姬鹟、白领姬鹟、半领姬鹟）。斑姬鹟是一种候鸟，每年在非洲热带地区过冬，春季时迁徙到欧洲大部分地区及西古北界育雏。斑姬鹟常营巢于橡树洞中。雄性斑姬鹟通常会有2只配偶。
班姬鹟主要是一种食虫动物，但也会以其他节肢动物为食。其食物包括蜘蛛、蚂蚁、蜜蜂等。
班姬鹟分布范围广、种群数量大，是《IUCN红色名录》无危物种。